# Ordem Internacional das Filhas de Jó
As Filhas de Jó Internacional, ou apenas Filhas de Jó é uma organização sem fins lucrativos, discreta e de princípios fraternais, filosóficos e filantrópicos, apoiada pela Maçonaria e destinada a jovens do sexo feminino entre 10 e 20 anos (incompletos), visando ao aperfeiçoamento do caráter, por meio do desenvolvimento moral e espiritual encontrados nas Sagradas Escrituras, da lealdade para com a bandeira do seu país, do amor filial e do serviço à comunidade.
Ela baseia-se nos ensinamentos Bíblicos sobre a vida de Jó, sua paciência perante os desafios e provações pelos quais teve de passar.
O nome desta Instituição paramaçônica se refere às três filhas de Jó: Kézia (acácia), Jemima (pomba) e Keren-Happuck (fartura), que são citadas na Bíblia como as "mulheres mais justas de toda a Terra".
Ela está presente em alguns países: Austrália, Brasil, Canadá, Estados Unidos e Filipinas.

## História
Fundada por Ethel T. Wead Mick, em 20 de outubro de 1920, na cidade de Omaha, no Estado de Nebraska, Estados Unidos, possui como base o capítulo 42, versículo 15 do Livro de Jó: "Em toda a Terra não se encontraram mulheres mais justas que as filhas de Jó e seu pai lhes deu herança entre seus irmãos".
Foi organizada com o consentimento de J. B. Frademburg, Grão-Mestre da Grande Loja Maçônica de Nebraska, Estados Unidos, da Senhora Anna J. Davis, a Grande Mãe da Ordem da Estrela do Oriente, de Nebraska e James E. Bednar, o Grande Patrono. O primeiro Bethel foi instalado no Templo Maçônico de Omaha, Nebraska e, desde então, os Bethéis se espalharam pelo países.

### Fundadora
Ethel T. Wead Mick, também conhecida como Mãe Mick, nasceu no dia 9 de março de 1881, na cidade de Atlantic, Iowa. Era filha de William Henry Wead e Elizabeth Delight Hutchinson Wead e foi membro da Estrela do Oriente. Sua mãe, religiosa, tinha o costume de ler trechos da Bíblia, sobretudo o Livro de Jó, foi uma grande influencia para a criação da ordem. Foi estudante de Medicina no Creighton Medical College em Omaha, e foi neste curso de medicina que conheceu William Henry Mick. Casaram-se em 1904 e tiveram duas filhas chamdas Ethel e Ruth. Participava de vários grupos sociais e clubes e tinha proximidade com a maçonaria.
Foi Suprema Guardiã da Ordem de 1921 a 1922, no Bethel #01 dos Estados Unidos, Bethel Wead Mick. Faleceu em 21 de fevereiro de 1957.
Além de ser fundadora, também escreveu o Ritual das filhas de Jó, baseando-se no livro de Jó Capítulo 42, Versículo 15. Também é responsável pela idealização das roupas padrão usadas até hoje.

### Princípios
A ordem baseia-se num conjunto de Landmarks próprios, elaborados por Ethel T. Wead Mick:
1. Ser conhecida como Filhas de Jó;
2. Associação composta por meninas em desenvolvimento, que acreditam em Deus
3. O local de reunião ser chamado Bethel;
4. Ensinamentos baseados no “Livro de Jó” (com especial referência ao capítulo 42, versículo 15);
5. Ser ensinado em três épocas (não graus);
6. Lema “Virtude é uma qualidade que enobrece a mulher”;
7. Os emblemas serem o Livro Aberto, a Cornucópia da Fartura e o Lírio do Vale;
8. Requerer de todos os membros, guardiões e visitantes um juramento baseado na honra.;
9. Ser uma organização democrática com o direito de apelar a uma autoridade suprema, com todos os membros e guardiões sujeitos às leis e
10. Um Supremo Conselho Guardião com Constituição e Estatuto em conformidade com os landmarks governando a Suprema Guardiã, Guardiões subordinados e membros de Bethel.

Baseia-se na religião cristã e nas lições de literatura e drama encontrados no Livro de Jó. Tem como objetivo principal a reunião de moças para aperfeiçoar seu caráter através do desenvolvimento moral e espiritual, encontrado nos ensinamentos que destacam reverência e amor a Deus e às Sagradas Escrituras, lealdade com a bandeira do País e às coisas que ela representa e Amor para com os pais, família e lar, desenvolver a liderança e o patriotismo.

#### Parentesco Maçônico
Até 2015, era necessário ter um parente maçom para poder ingressar na ordem, mas, em 7 de agosto de 2015, em uma Suprema Sessão foi aprovada a Emenda 10. A partir de então, não é mais obrigatório o parentesco maçônico, mas sim um apadrinhamento. Toda menina que não possua parentesco maçônico pode ser indicada para a ordem por um maçom, em conjunto com um Membro de Maioridade (Filha de Jó a partir de 20 anos completos) para seu  ingresso na Ordem. Assim, as Filhas de Jó Internacional passam a ter características de ingresso semelhantes aos DeMolays e os da Ordem Internacional do Arco-Íris para Meninas.

## Organização e Estrutura
A célula primordial da ordem é chamada Bethel (em hebraico: בית אל, Bêṯ-ʼĒl, lit. "Casa de Deus"). As reuniões no Brasil ocorrem em templos maçônicos e são organizadas pelas próprias integrantes, com o auxilio de adultos ligados à maçonaria, conhecidos como Guardiões.

### Cargos do Bethel
O cargos Eleitos:

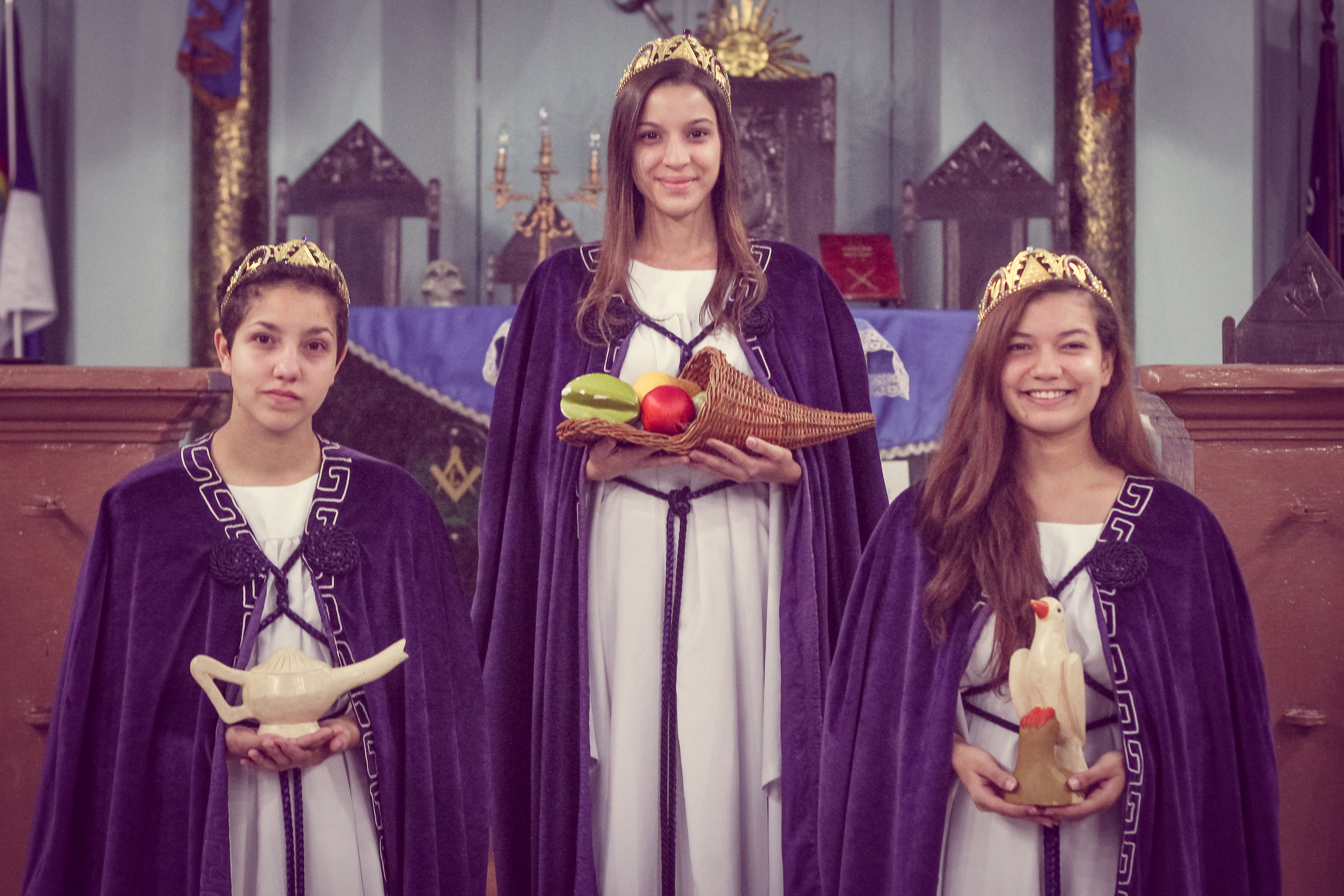
Os três cargos mais alto do Bethel: Primeira Princesa com uma Urna de Incenso representando Kézia (fé), Honorável Rainha com uma Cornucópia da Fartura representando Keren-Happuck (triunfo da fé), e Segunda Princesa com a Pomba Branca representando Jemima(pureza).

- Honorável Rainha — Conduz as reuniões, iniciações, instalações, eventos, etc. Preside sobre a terceira época da iniciação.
- Primeira Princesa — Auxilia o Honorável Rainha em seus deveres. Preside sobre a segunda época da iniciação.
- Segunda Princesa — Auxilia o Honorável Rainha em seus deveres. Preside sobre a primeira época da iniciação
- Guia — Guia as peregrinas na iniciação. (Antes de ser admitida na ordem a interessada é chamada de Peregrina)
- Dirigente de Cerimônias — Auxilia o Guia em seus deveres. Responsável pelos paramentos e emblema nacional durante as reuniões.

Nomeados:
- Capelã — Responsável pelas orações durante as reuniões.
- Secretária — Toma notas durante as reuniões, responsável pela ata e por receber fundos Bethel e entregá-los a Tesoureira.
- Tesoureira — Responsável pelos fundos do Bethel, com um registro preciso para entregá-los a Guardiã Tesoureira.
- Musicista — Responsável pelas canções e músicas nas reuniões e também iluminação.
- Bibliotecária — Responsável pela literatura, as artes, e/ou ciências, nas reuniões.
- Cinco Mensageiras — Representam os mensageiros que levam às más noticias das perdas de Jó. Elas guiam as Peregrinas (meninas que estão iniciando) na iniciação e também as instruí nos primeiros ensinamentos sobre Jó.
- Primeira Zeladora — Auxilia a Dirigente de Cerimônias com os paramentos, auxilia a Primeira Princesa na iniciação e executa todas as funções indicadas pela Honorável Rainha.
- Segunda Zeladora — Auxilia a Dirigente de Cerimônias com os paramentos, auxilia a Segunda Princesa na iniciação e executa todas as funções indicadas pela Honorável Rainha.
- Guarda Externa — Guarda a porta do lado externo, evitando interrupções e verificando a legitimidade de quem pede para assistir uma reunião ritualística.
- Guarda Interna — Comunica-se com a Guarda externa, repassando a informação à Honorável Rainha e retornando com suas ordens.
- Porta Bandeira — Responsável por manipular a Bandeira da Ordem.
- Coral do Bethel - Auxiliam a musicista durante as canções do Bethel

As reuniões são fechadas ao público em geral. Para assistir à uma cerimônia ritualística das Filhas de Jó, é preciso ser:
- Um maçom regular;
- Pai/mãe, padrasto/madrasta, avô ou tutor de um membro.
- Mulher, com pelo menos 20 (vinte) anos de idade, que seja esposa, filha, neta, mãe, irmã ou viúva de um maçom;
- Uma mulher que seja membro de qualquer organização adulta que baseie seus requisitos de associação em um parentesco maçônico.

### Conselho Guardião
O Conselho Guardião do Bethel é formado por maçons, suas esposas, mães e pais de Filhas de Jó, irmãs (maiores de 20 anos) de Filhas de Jó e Membros de Maioridade (são Filhas de Jó que possuem mais de 20 anos) da Ordem que ajudam as Filhas de Jó na realização de seus trabalhos e por esse Conselho passam todas as decisões que as moças venham tomar. Tem o dever de apoiar e aconselhar os membros e participar de todos os eventos e trabalhos ligados à área administrativa, constitucional e ritualística do Bethel, sem interferir nos mesmos.
Os Cargos escolhidos por votação são:
Cargos Executivos do Conselho Guardião do Bethel
- Guardiã do Bethel
- Guardião Associado do Bethel
- Guardiã(o) Secretária(o)
- Guardiã(o) Tesoureira(o)
- Guardiã(o) Musicista ou Guardiã(o) de Épocas

Cargos do Conselho Guardião que são os Colaboradores.
- Guardiã(o) Zelador(a) de Paramentos
- Guardiã(o) Promotor(a) de Hospitalidade
- Guardiã(o) Promotor(a) de Sociabilidade
- Guardiã(o) Promotor(a) de Filantropia / Boa vontade
- Guardiã(o) Promotor(a) de Finanças
- Guardiã(o) de Relações Fraternais
- Guardiã(o) de Atividades Juvenis

## ProgramaJobie-to-Bee(Abelhinhas ou Colmeia)
As Filhas de Jó reúnem meninas entre 6 e 10 anos de idade, que tenham potencial de se tornarem membros da Ordem. É uma maneira de envolver crianças que ainda não tenham idade para participar da ordem, mas que já começam a ser introduzidas nos princípios básicos.
Elas não podem participar das reuniões fechadas, mas participam das demais atividades da ordem, como reuniões públicas e outras atividades. Qualquer Bethel interessado pode implantar o projeto e terá autonomia para gerir e ter seus critérios de elegibilidade.

## Filhas de Jó Famosas
- Mariana Velho: modelo brasileira ganhadora da primeira edição do Brazil's Next Top Model
- Aimee Teegarden: Atriz de TV famosa pelo "Friday Night Lights"
- Lonna Seibert: Coordenadora do Smithsonian Institution
- Kristin Cast: Escritora da serie de livros House of Night
- Meghan Cary: Cantora
- Anita Sue Dennison: Esposa do Embaixador dos Estados Unidos na Arábia Saudita
- Jacquelynne Fontaine: Miss Califórnia de 2007
- Nancy Fleming: Miss América de 1961
- Mary Ellen Gilbert: Modelo pin-up de Pôsters da Segunda Guerra Mundial
- Christie Hageman: Miss Montana em 2007
- Jenilee Harrison: Atriz de TV famosa pelo "Three's Company"
- Nannette Hegerty: Delegada de Polícia de Milwaukee, Wisconsin
- Vicki Lawrence: Atriz de TV famosa pelo The Carol Burnett Show
- Heather Moore: Repórter do News 14 na Carolina do Norte
- Linda Nieber: Produtora de Televisão
- Jean Rabe: Novelista, Designer de jogos
- Debbie Rihn-Harvey: Primeira-Dama da Esquadrilha da Fumaça Americana